# Sistema Financeiro da Habitação
O Sistema Financeiro da Habitação (SFH) é um programa de financiamento habitacional do governo brasileiro criado em 1964 com o objetivo de reduzir o déficit habitacional brasileiro, sendo utilizado para três finalidadesː compra, reforma ou construção de uma casa.

## Histórico
O SFH foi criado por meio da Lei nº 4.380, de 1964, no âmbito da reformulação geral do Sistema Financeiro Nacional. O objetivo do programa era a redução do déficit habitacional do país, viabilizando a aquisição de imóveis com financiamentos de longo prazo, em especial pelas classes de menor renda. Na mesma Lei, foi instituída correção monetária e o Banco Nacional da Habitação, constituído como órgão central para orientar e disciplinar a habitação no País.
Em 1966, por meio da Lei 5107/66, foi criado o Fundo de Garantia por Tempo de Serviço (FGTS).
Em 1967, foi criado o Fundo de Compensação de Variações Salariais (FCVS), por meio da Resolução do Conselho do BNH RC 25/67, com o objetivo de garantir o limite do prazo de amortização contratado, ficando o fundo responsável pela cobertura de saldo devedor residual, em razão de reclamações quanto à periodicidade e aos índices de correção monetária aos saldos devedores e às prestações.
Na década de 1960, foram criadas pelos estados e municípios as Companhias de Habitação Popular (COHABs), empresas públicas ou de capital misto que atuavam na concepção e execução de políticas para redução do déficit habitacional, utilizando recursos do BNH.
A crise econômica na década de 1980 afetou profundamente o Sistema Financeiro de Habitação, com o aumento dos níveis de inflação e desemprego, levando ao ingressos de milhares de ações judiciais dos mutuários contra as modalidades de reajustes dos contratos. Com o Decreto-Lei 2.164/84, foi criado o Plano de Equivalência Salarial Pleno – PES/PLENO, que vinculava o aumento da prestação de acordo à variação salarial da categoria profissional. No caso dos profissionais autônomos, o reajuste seria feito na mesma proporção da variação do salário mínimo no período.
Com o avanço da recessão econômica, o governo realizou Renegociações Institucionais com os mutuários entre 1983 a 1985 e promoveu maiores subsídios para o SFH, sob a forma de abatimento na correção monetária das prestações.
No entanto, os desequilíbrios contratuais gerados por reajustes abaixo da inflação real obrigaram o Banco Nacional de Habitação a suplementar recursos para viabilizar o términos das obras já iniciadas, em razão do aumento inflacionário dos insumos da construção civil. A  baixa rentabilidade e o alto risco da operação levou ao desinteresse dos Agentes Financeiros em aplicar recursos no financiamento habitacional, além de haver um crescimento desordenado dos saldos devedores, gerando forte aumento de passivo para o FCVS.
Em 1986, o SFH sofreu uma profunda reestruturação por meio do Decreto-Lei nº 2.291/86, que extinguiu o BNH, distribuindo suas atribuições entre o então Ministério de Desenvolvimento Urbano e Meio Ambiente (MDU), o Conselho Monetário Nacional (CMN), o Banco Central do Brasil (Bacen) e a Caixa Econômica Federal (CEF). O MDU ficou responsável pela formulação de propostas de política habitacional e de desenvolvimento urbano; o CMN passou a exercer as funções de Órgão central do Sistema, orientando, disciplinando e controlando o SFH; o Bacen deve exercer atividades de fiscalização das instituições financeiras que integravam o SFH, bem como a elaboração de normas pertinentes aos depósitos de poupança; e à CEF coube a administração do passivo, ativo, do pessoal e dos bens móveis e imóveis do BNH, além da gestão do FGTS.
Entre 1964 e 1986, o BNH financiou cerca de quatro milhões de moradias.
Com a crise do SFH, foram criados sistemas alternativosː o SFI – Sistema de Financiamento Imobiliário, por meio da lei 9.514/97, e o PAR – Programa de Arrendamento Residencial, por meio da lei 10.188/2001.
Por meio do Decreto nº 3.848, de 26.6.2001, o governo federal criou a Empresa Pública Gestora de Ativos – EMGEA, vinculada ao Ministério da Fazenda, para administrar os contratos do Sistema Financeiro da Habitação  e outros contratos habitacionais que se encontravam em poder da Caixa Econômica Federal, no total de 26 bilhões de reais em financiamentos imobiliários.
Com a estabilização da economia, o Sistema Financeiro da Habitação passou por um novo impulso nos anos 2000.
Criado em 2009, o programa Minha Casa Minha Vida integra Sistema Financeiro da Habitação.
Atualmente, a política habitacional e de desenvolvimento urbano é de responsabilidade do Ministério das Cidades.

## Regramento
O Sistema Financeiro da Habitação tem como fonte de recursos os depósitos em caderneta de poupança, por meio do Sistema Brasileiro de Poupança e Empréstimo (SBPE), e o FGTS.
Entre suas regras, o SFH pode financiar no máximo a 80% do valor do imóvel, que não pode ultrapassar o preço de R$ 1,5 milhão na avaliação.
Também é realizada a capacidade financeira do comprador, o qual deverá comprovar que os encargos mensais (prestação, seguros, juros) não ultrapassam 30% da sua renda mensal bruta.
Os imóveis podem ser financiados em até 35 anos, com uma taxa de juros anual e fixa (limitada em no máximo 12%), mais a Taxa Referencial (TR), que atualiza o saldo devedor. Para a contratação do financiamento, outros encargos podem ser considerados, como gastos com a avaliação do imóvel, imposto de transmissão (ITBI), emissão do contrato e serviços cartorários.